# 胸腺嘧啶
胸腺嘧啶（英語：Thymine，簡寫為 T），又稱為5-甲基尿嘧啶，為嘧啶類鹼基，是形成DNA核苷酸中四種鹼基（G－C－A－T）的其中一種。

## 結構
如其别名，胸腺嘧啶是尿嘧啶（U）5號位碳原子上甲基化的衍生物。在DNA中胸腺嘧啶與腺嘌呤（A）形成兩個氫鍵，組成A-T鹼基對，進而穩定DNA的雙股螺旋結構。
在RNA序列上，多數情況下胸腺嘧啶的部分會由尿嘧啶（U）所取代。然而，因為胞嘧啶（C）化學分解時會生成尿嘧啶（U），故DNA序列上會以胸腺嘧啶代替尿嘧啶（U），這種儲存的形式優點可以用來檢測 DNA 的是否有序列錯誤、並進行修復。

## 歷史
1893年，阿爾布雷希特·科塞爾與阿爾伯特·紐曼首次從小牛的胸腺中分離出了胸腺嘧啶，因而得其名。

## 生物合成

四氫葉酸的代謝

胸腺嘧啶可由FADH2參與脫氧尿苷單磷酸（dUMP）和5,10-亞甲基四氫葉酸的反應，將脫氧尿苷單磷酸甲基化形成胸苷單磷酸（dTMP）與四氫葉酸。
5,10-亞甲基四氫葉酸+脫氧尿苷單磷酸（dUMP）+ FADH2 {\displaystyle \rightleftharpoons } 胸苷單磷酸（dTMP）+四氫葉酸+ FAD

## 外部連結
- Thymine MS Spectrum （页面存档备份，存于）
- Infoplease Encyclopedia （页面存档备份，存于）
- Science Aid: DNA Structure and Replication